# Epicharis rustica
Epicharis rustica är en biart som först beskrevs av Olivier 1789.  Epicharis rustica ingår i släktet Epicharis och familjen långtungebin. Inga underarter finns listade i Catalogue of Life.